# 天主教特谢拉德弗雷塔斯-卡拉韦拉斯教区
天主教特謝拉德弗雷塔斯-卡拉韋拉斯教區（拉丁語：Dioecesis Taxensis-Carabellensis），是巴西一個天主教教區，包括巴伊亞州東南部十三市，屬薩爾瓦多總教區。
卡拉韋拉斯教區成立於1962年7月21日，1983年4月18日易名至今。
教座位於特謝拉德弗雷塔斯。2010年有教友313,000人，佔總人口78.0%。有廿五個堂區、司鐸三十九人。現任教區主教為嘉祿·阿爾伯托·桑托斯。